# Nozomi Hiroyama
Nozomi Hiroyama, född 6 maj 1977 i Chiba prefektur, Japan, är en japansk tidigare fotbollsspelare.